# 福島屋 (スーパーマーケット)
株式会社福島屋（ふくしまや）は、東京都羽村市に本社 を置く、スーパーマーケット運営会社である。

## 概要
1971年に主に酒と雑貨を販売する有限会社福島屋が創業。1980年2月に株式会社福島屋に社名変更。スーパーマーケット「福島屋」と業務スーパー「ファンタス」運営のほか羽村市内でレストランや生花店、洋菓子店の運営も行っている。

## 沿革
- 1971年2月 - 有限会社福島屋（酒・雑貨）創業。
- 1980年2月 - 株式会社福島屋へ社名等変更。
- 1988年10月 - 立川店オープン。
- 1995年9月 - 本店新装オープン。
- 1998年11月 - 園芸事業ザイン1号店オープン。
- 2003年5月 - 株式会社ミュー（精肉部門）吸収合併。
- 2003年10月 - イタリアンレストラン「ゾナウォーチェ」オープン。
- 2004年3月 - 四季菜オープン。
- 2004年10月 - 全国農産物直売所五の神店オープン。
- 2004年12月 - ザインフラワー昭島店（エスパ昭島）オープン。
- 2008年12月 - ロールケーキ専門店「kuru-maru」オープン。
- 2014年1月 - 六本木店オープン。
- 2016年12月 - 秋葉原店オープン[8]。
- 2022年12月 - 立川店閉店[9]。

## 店舗
- 福島屋 本店[10]
- ファンタス 羽村店
- 福島屋 六本木店[11]
- 福島屋 虎ノ門店[12]
- 福島屋 秋葉原店[13]

## テレビ番組
- 日経スペシャル カンブリア宮殿 （テレビ東京）
  - 業界激震！スーパーマーケットの革命者たち（2012年10月18日）- 「コープさっぽろ」「大黒天物産株式会社」「株式会社 福島屋」の3つのスーパーを取材[14]。
  - 地方の絶品を発掘する！知られざる奇跡のスーパー（2015年7月30日）- 出演：福島屋会長 福島徹[15]。

## 書籍

### 関連書籍
- 『食の理想と現実』（著者:福島徹）（2009年9月19日、幻冬舎 経営者新書）ISBN 9784344996960
- 『食を整える』（著者:福島徹）（2012年6月1日、出版共同流通）ISBN 9784905156093
- 『福島屋 毎日通いたくなるスーパーの秘密』（著者:福島徹）（2014年1月18日、日本実業出版社）ISBN 9784534051493